# Нил Кавасила
Архиепископ Нил (греч. Αρχιεπίσκοπος Νεῖλος, в миру Никола́й Кава́сила, греч. Νικόλαος Καβάσιλας; кон. XIII, Фессалоника — март (?) 1363, Фессалоника) — византийский богослов и полемист, участник исихастских споров. Архиепископ Фессалоникийский. Сторонник Григория Паламы. Дядя и учитель правденого Николая Кавасилы, брат двух архиереев.
Напечатал: «Περί των αίτιων της έκκλησιαστικης διαστάσεως» («О причинах разделения церквей») и «Περί των αρχης τοΰ πάπα» («О первенстве папы»).